# ツィードデール統監
ツィードデール統監（ツィードデールとうかん、英語: Lord Lieutenant of Tweeddale）は、イギリスの官職。統監の1つで、ツィードデールを担当する。1973年地方政府（スコットランド）法でスコットランドの地方自治体再編が行われ、再編に伴う1975年統監令（The Lord-Lieutenants Order 1975）によりピーブルスシャー統監から改称される形で成立した。

## 一覧
- 1975年3月19日 – 1980年：サー・ロバート・ヒートリー・スコット（英語版）[1][2]
  - ピーブルスシャー統監より続投[2]
- 1980年10月8日 – 1994年：エイダン・マーク・スプロット（英語版）[2]
- 1994年6月28日 – 2014年5月20日：ジョン・デイヴィッド・ビンガム・ヤンガー（英語版）[2][3]
- 2014年5月20日 – ：サー・ヒュー・フランシス・アンソニー・ストローン（英語版）[3]